# Christian Malta Kragballe
Christian Malta Kragballe, född 1824, död 1897, var en dansk präst och psalmdiktare. Präst i Assens på Jylland. Psalmförfattare representerad i danska Psalmebog for Kirke og Hjem med översättningen Gak ud, min sjæl, betragt med flid (1855), som är en översättning av Paul Gerhardts tyska sommarpsalm Geh' aus, mein Herz, und suche Freud från 1653 .
Han utgav 1875 Psalmer till Christelig Upplysning och Uppbyggelse. Andra Upplagen, öfversedd och rättad.